# Hudtwalckerstraße (metrostation)
Hudtwalckerstraße is een metrostation in het stadsdeel Winterhude van de Duitse stad Hamburg. Het station werd geopend op 1 december 1914 en wordt bediend door lijn U1 van de metro van Hamburg.